# نماذج الصمم
النماذج الثلاثة للصمم هي النماذج المتجذرة في العلوم الاجتماعية أو البيولوجية. وهي كالتالي النموذج الثقافي، والنموذج الاجتماعي، والطبي. يمكن لذلك النموذج الذي يتم من خلاله رؤية الشخص الأصم أن يغير كيفية معاملته وكذلك إدراكه لذاته. في النموذج الثقافي، ينتمي الأصم إلى ثقافة ليسوا فيها مرضى ولا يعانون من إعاقة، بل لديهم لغتهم النحوية والطبيعية الخاصة بهم. في النموذج الطبي، يُنظر إلى الصمم على أنه غير مرغوب فيه، ومن مصلحة الفرد والمجتمع ككل «علاج» هذه الحالة. يسعى النموذج الاجتماعي إلى شرح الصعوبات التي يعاني منها الأفراد الصم بسبب بيئتهم.

## النموذج الثقافي
ضمن النموذج الثقافي للصمم، يرى الصم أنفسهم كمجموعة أقلية لغوية وثقافية وليس «مجموعة إعاقة».  يستخدم دعاة ثقافة الصم حرف "D" لتمييز الصمم الثقافي عن الصمم كعلم أمراض.
تختلف ثقافة الصم من حيث أن عدم القدرة على السمع لا يُنظر إليه على أنه «خسارة» أو شيء يؤثر سلبًا على نوعية حياة الأفراد. من مزايا مجتمع الصم أن يكون أصمًا في السلوك والقيم والمعرفة والطلاقة في لغة الإشارة. إن تجربة الصم كونهم أقلية لغوية يمكن مقارنتها باللغات الأصلية للأقليات الأخرى حيث أنها مهمة لتحديد المجموعات والحفاظ على ثقافتهم.  لعبت أندية الصم (مثل NAD- الجمعية الوطنية للصم) ومدارس الصم أدوارًا كبيرة في الحفاظ على لغة الإشارة وثقافة الصم. تعمل المدارس السكنية للأطفال الصم كحلقة وصل حيوية في نقل الثقافة واللغة الغنية، حيث تعتبر البيئات المثالية للأطفال لاكتساب وإتقان لغة الإشارة وتمرير القيم الثقافية للصم. مثل جميع البيئات التعليمية، تعتبر هذه البيئات أساسية لتزويد الأطفال الصم بالدروس والمهارات الحياتية القيمة التي ستساعدهم على الازدهار في أي بيئة قد يجدون أنفسهم فيها.
بدلاً من تبني وجهة النظر القائلة بأن الصمم «مأساة شخصية»، فإن مجتمع الصم يناقض النموذج الطبي للصمم من خلال رؤية جميع جوانب تجربة الصم بأنها إيجابية. يُنظر إلى ولادة طفل أصم على أنه سبب للاحتفال.  يشير الأشخاص الصم إلى منظور تربية الأطفال الذي يشاركونه مع الأشخاص الذين يسمعون. على سبيل المثال، قد يشعر والدا السمع أنهما يتصلان بطفل السمع بسبب تجربتهما وفهمهما العميق لحالة السمع. ويترتب على ذلك أن الوالدين الصم سيواجهون تجارب أسهل في تربية طفل أصم لأن الآباء الصم لديهم فهم وثيق لحالة الصم. تم الكشف عن دليل على نجاح الوالدين الصم في التحصيل الدراسي. الأطفال الصم الذين لديهم آباء صم يتواصلون بلغة الإشارة منذ الولادة، يكون أداؤهم بشكل عام أفضل في الأكاديميين من الأطفال الصم الآخرين الذين لديهم آباء سمعيون. وهذا يشمل الأطفال الذين تكيفوا باستخدام الكلام وشفط الدهون، والأجهزة التعويضية مثل غرسات القوقعة الصناعية، وتكنولوجيا السمع، وأنظمة اللغة الاصطناعية مثل Signing Exact English and Cued Speech. الأطفال الصم الذين يكتسبون لغات الإشارة منذ الولادة يصلون أيضًا إلى معالم اللغة بمعدلات مماثلة لنظرائهم السمع، على عكس الأطفال الصم المولودين لسماع الآباء الذين يكتسبون الكلام.
يعرّف أعضاء مجتمع الصم الصمم باعتباره مسألة سلوكيات محددة ثقافيًا وليس عامل سمعي. وبالتالي، يميل الأشخاص الصم في المجتمع الصم إلى أن يكونوا، على سبيل المثال لا الحصر، الأشخاص الصم، خاصةً الصم الخلقي الذين تكون لغتهم الأساسية هي لغة الإشارة لأمتهم أو مجتمعهم، بالإضافة إلى أطفال السمع أو الصم (سماع أطفال الصم) يُطلق على البالغين عادةً كودس: طفل من الصم البالغين)، والأسر والأصدقاء وغيرهم من أعضاء شبكاتهم الاجتماعية. يمثل هذا النموذج الثقافي للصمم التطور الطبيعي للشبكات الاجتماعية لمجموعة لغات أقلية. من الإطار المفاهيمي للنموذج الثقافي، تأتي أسئلة ضمنية، مثل: كيف يتأثر الصمم بالبيئة المادية والاجتماعية التي يندرج فيها؛ ما هي القيم المترابطة والأعراف والأشكال الفنية والتقاليد والمنظمات واللغة التي تميز هذه الثقافة؟

## النموذج الاجتماعي
ينبثق النموذج الاجتماعي للصمم من النموذج الاجتماعي للإعاقة. تم إنشاء مفهوم الإعاقة الاجتماعية من قبل الأشخاص المعاقين أنفسهم وأسرهم وأصدقائهم والشبكات الاجتماعية والسياسية المرتبطة بها. ساهم المحترفون في مجال الخدمات الإنسانية والعلوم الاجتماعية بشكل كبير في النموذج الاجتماعي. يصف هذا النموذج إعاقة الشخص على أساس عاملين: